# Municipio de Bellevue (Míchigan)
El municipio de Bellevue (en inglés: Bellevue Township) es un municipio ubicado en el condado de Eaton en el estado estadounidense de Míchigan. En el año 2010 tenía una población de 3150 habitantes y una densidad poblacional de 33,21 personas por km².

## Geografía
El municipio de Bellevue se encuentra ubicado en las coordenadas 42°28′2″N 85°0′55″O / 42.46722, -85.01528. Según la Oficina del Censo de los Estados Unidos, el municipio tiene una superficie total de 94.86 km², de la cual 94,22 km² corresponden a tierra firme y (0,67 %) 0,64 km² es agua.

## Demografía
Según el censo de 2010, había 3150 personas residiendo en el municipio de Bellevue. La densidad de población era de 33,21 hab./km². De los 3150 habitantes, el municipio de Bellevue estaba compuesto por el 96,83 % blancos, el 0,7 % eran afroamericanos, el 0,22 % eran amerindios, el 0,19 % eran asiáticos, el 0,38 % eran de otras razas y el 1,68 % eran de una mezcla de razas. Del total de la población el 1,97 % eran hispanos o latinos de cualquier raza.